# Новый Горизонт
Новый Горизонт — международный молодёжный фестиваль короткометражного кино и анимации, который проводится в городе Воронеже с 2007 года (ежегодно в конце марта-начале апреля)[уточнить]. Кинофестиваль является некоммерческим мероприятием и представляет собой конкурс фильмов молодых талантливых авторов.
«Новый Горизонт» проводится общественной организацией «Центр молодёжных инициатив Воронежского ГАСУ», ГБУ ВО «Областной молодёжный Центр» и Молодёжным правительством Воронежской области при поддержке департамента образования, науки и молодёжной политики Воронежской области, департамента имущественных и земельных отношений, совета ректоров Воронежских ВУЗов.

## История
История кинофестиваля началась в 2007 году, когда группа активных студентов Воронежского государственного архитектурно-строительного университета решила провести кинофестиваль для талантливых ребят из города Воронежа и Воронежской области. В первый раз пришло порядка 50 работ, и поэтому оргкомитетом было принято решение выходить на более серьёзный уровень, и уже в 2008 году кинофестиваль стал международным. С каждым годом присылалось всё большее количество картин, а их география разрасталась всё дальше и дальше. Работы из Италии, Израиля, Армении, Азербайджана, Украины, Белоруссии и США стали постоянными участниками, не говоря уже о многочисленных городах России.

## Организаторы
- Молодёжное правительство Воронежской области;
- Департамент образования, науки и молодёжной политики Воронежской области;
- Государственное бюджетное учреждение Воронежской области «Областной молодёжный центр».

Руководитель проекта — Евгений Лебедь.
Программный директор — Алена Сычева.

## Конкурсная программа
В кинофестивале могут принять участие все желающие, являющимися авторами (соавторами) художественных, документальных, музыкальных (музыкальные клипы, мюзиклы) и анимационных фильмов в формате видеопросмотра.
Работы принимаются из различных жанров:
- игровое,
- художественное,
- анимационное,
- документальное кино

В конкурсе могут принять участие юридические и физические лица:
- образовательные учреждения;
- общественные организации и объединения;
- профессиональные киностудии;
- профессиональные студии анимации и мультипликации;
- школьники, студенты, молодые авторы.

К оценке жюри допускаются работы продолжительность которых до 30 минут. Участник, приславший свой фильм на фестиваль, должен обладать всеми правами на данный фильм.

## Жюри
Для оценки конкурсных фильмов создается профессиональное жюри, в состав которого входят не более 7 человек — представители киноиндустрии, общественные деятели, представители образования и культуры.
Состав жюри с годами изменяется и улучшается в вопросе большей компетентности.
С 2010 года по 2011 год председателем жюри был Сталь Никанорович Пензин — киновед, кинокритик, медиапедагог.

## Призы
По итогам кинофестиваля определяются победители в двух направлениях: профессионалы и непрофессионалы.
Основные номинации:
- лучший фильм — Гран-при;
- лучшая режиссура;
- лучшая операторская работа;
- лучшая работа художника;
- лучший сценарий;
- лучшая мужская роль;
- лучшая женская роль;
- имени С. Н. Пензина;
- лучший документальный фильм;
- лучший анимационный фильм;
- приз зрительских симпатий

Кроме того, существуют и специальные номинации, но они остаются втайне до дня награждения.

## Фильмы
В кинофестивале принимают участие режиссёры и их фильмы, которые неоднократно представляют Россию на самых престижных международных кинофестивалях (Каннский кинофестиваль — «Хокку», «F5», «Происшествие», «Притормози и сдай назад» и др.).

## Победители

### 2013

#### Основные номинации
- Лучший фильм «F5» — Жалнин Тимофей
- Лучшая режиссура — «Orlandina Uber Alles» Черняк Михаил
- Лучшая операторская — работа «Мы не рабы» Айнур Аскаров
- Лучшая работа художников — «Натка» Дмитрий Гриценко
- Лучший сценарий — «Конвоир» Дмитрий Гриценко
- За лучшую мужскую роль — «Происшествие» Кирилл Плетнев
- Лучшая женская роль — «Внучья любовь» Виталий Мокрушин
- Лучший документальный фильм — «Нефтеюганск. Живая история» Владимир Головнев
- Лучший анимационный фильм «Horad» — Мижуй Денис, Токинданг Андрей
- Приз им. С. Н. Пензина — «Мне надоели твои чудеса» Акинья Гогленкова
- Приз зрительских симпатий — «Происшествие» Кирилл Плетнев

#### Специальные номинации
- На пути к звездам — «Лика» Андрей Козлов
- За пропаганду здорового образа жизни — «Панацея» Шидловский Илья
- За тернистую дорогу к счастью — «Заочница» Насибуллина Элина
- За лучшую визитку города — «С днем города, Воронеж!» Сидоров Кирилл, Чернобоев Ефим
- За лучший агитационный ролик в направлении гражданской активности — «Спорт без границ» Глущенко Михаил
- Приз им. Эдуарда Розовского «Лучший оператор» — 9-КА Лебедев Сергей
- За оригинальную разработку темы будущего — «Собеседник» Удинцев Владислав

### 2014
- Лучший анимационный фильм: «Сказ про осла» — автор Татьяна Скорлупкина
- Лучшая работа художников: «Второе дыхание» — Сергей Цысс
- Лучшая работа художников: «Исход» — Кирилл Соколов
- Лучший документальный фильм: «Точка опоры. Поэт Григорий Хубулава» — Николай Якимчук и Алексей Воробьев
- Гран-При: «Власть» — автор Байков Борис
- Лучший режиссёр: «Холодильник» — Максим Кулагин
- Лучший режиссёр: «Психонавты и Достоевский» — Алексей Таран
- Лучшая мужская роль: «Дед» — Владимир Носик
- Лучшая мужская роль: «Колбаса» — Беседин Игорь
- Лучшая операторская работа: «Брошенные» — Королёв Павел
- Лучший сценарий: «Дневник юного доктора» — Рыбаков Виктор
- Лучший сценарий: « В поисках идеала» — Трушков Кирилл
- Лучшая женская роль: «Практическая магия» — Татьяна Плетнёва
- Лучшая женская роль: «Потерянный дом» — Кристина Янхунен
- Номинация им. С. Н. Пензина: «Дождь постукивал» — Семен Трохов
- Лучший патриотический фильм: «Фальшь» — Русакова Светлана
- Лучший музыкальный клип: «Последняя битва» — Василий Харьковой
- Лучший музыкальный клип: «Злодейка» — Родион Прилепин и Константин Галушкин
- Лучшая визитка своего города: «Музыка улиц» — компания «Мастер ВИДЕОВИЗИТОК»
- Лучший комедийный фильм: «Сизиф счастлив» — Кирилл Соколов
- Приз зрительских симпатий: « Дневник юного доктора» — Пестов Руслан

### 2018
- Лучшая женская роль — Ксения Петрухина и Яна Горная (Россия) — фильм «Бог есть»
- Лучшая мужская роль — Игорь Савочкин (Россия) — фильм «Ваши документы»
- Лучшая работа художника — Пой Бакардит (Испания) — фильм «Совместимый»
- Лучшая операторская работа — Надежда Статкевич (Россия) фильм «Ладонь»
- Лучший комедийный фильм — Антон Дьяков (Россия) — фильм «Виват, мушкетеры!»
- Лучшая режиссура — Кристоф М.Сабьер (Франция) — фильм «Панчлайн»
- Лучший сценарий — Евгения Хрипкова (Россия) — фильм «Новенький»
- Приз им. С. Н. Пензина — Герман Полозов (Россия) — фильм «Дедлайн»
- Лучший анимационный фильм — Бритт Раез (Бельгия) — фильм «Катрин»
- Лучший детский фильм — Нине Касталдо (Франция) — фильм «Вне дома»
- Лучший иностранный фильм — Мохаммад Бахши (Иран) — фильм «Ты играешь в волейбол?»
- Приз зрительских симпатий — Жанна Бекмамбетова (Россия) — фильм «Чик-Чирик»
- Приз от Совета ректоров вузов Воронежской области — Алексей Замыслов (Россия) — фильм «Котенок с улицы Лизюкова»
- Специальный приз от «Школы клипмейкер» — Дмитрий Рогов (Россия) — фильм «Нарисуй меня счастливым»
- Гран-При — Никита Ордынский (Россия) — фильм «Ваши документы»